# Ніколя-Гай Брене
Ніколя-Гай Брене (фр. Nicolas-Guy Brenet; 1 липня, 1728, Париж — 1 лютого, 1792, Париж) — французький художник перехідної доби від французького рококо до класицизму.

## Життєпис
Народився в Парижі. Художню майстерність опановував у майстерні Франсуа Буше. Розділяв настанови свого вчителя Буше і створював картини в стилістиці французького рококо.
Брав замови на біблійні картини. В творчому доробку художника — цокл релігійних композицій, створених для, розтошованого біля міста Діжон.
Не полишав історичний живопис, котрий тоді вважали найпрестижнішим з усіх жанрів. Картина митця «Двобій греків і троянців над тілом Патрокла» стане поворотним моментом для відновлення стилістики академічного класицизму в дусі Пуссена в мистецтві Франції 18 століття. В цьому Ніколя-Гай Брене може бути зарахований до попередників уславленого художника Жака-Луї Давіда.
Був одружений. Його син — Ніколя Гай Антуан Брене (Nicolas-Guy-Antoine Brenet, 1773—1846) теж був художником.

## Галерея вибраних творів

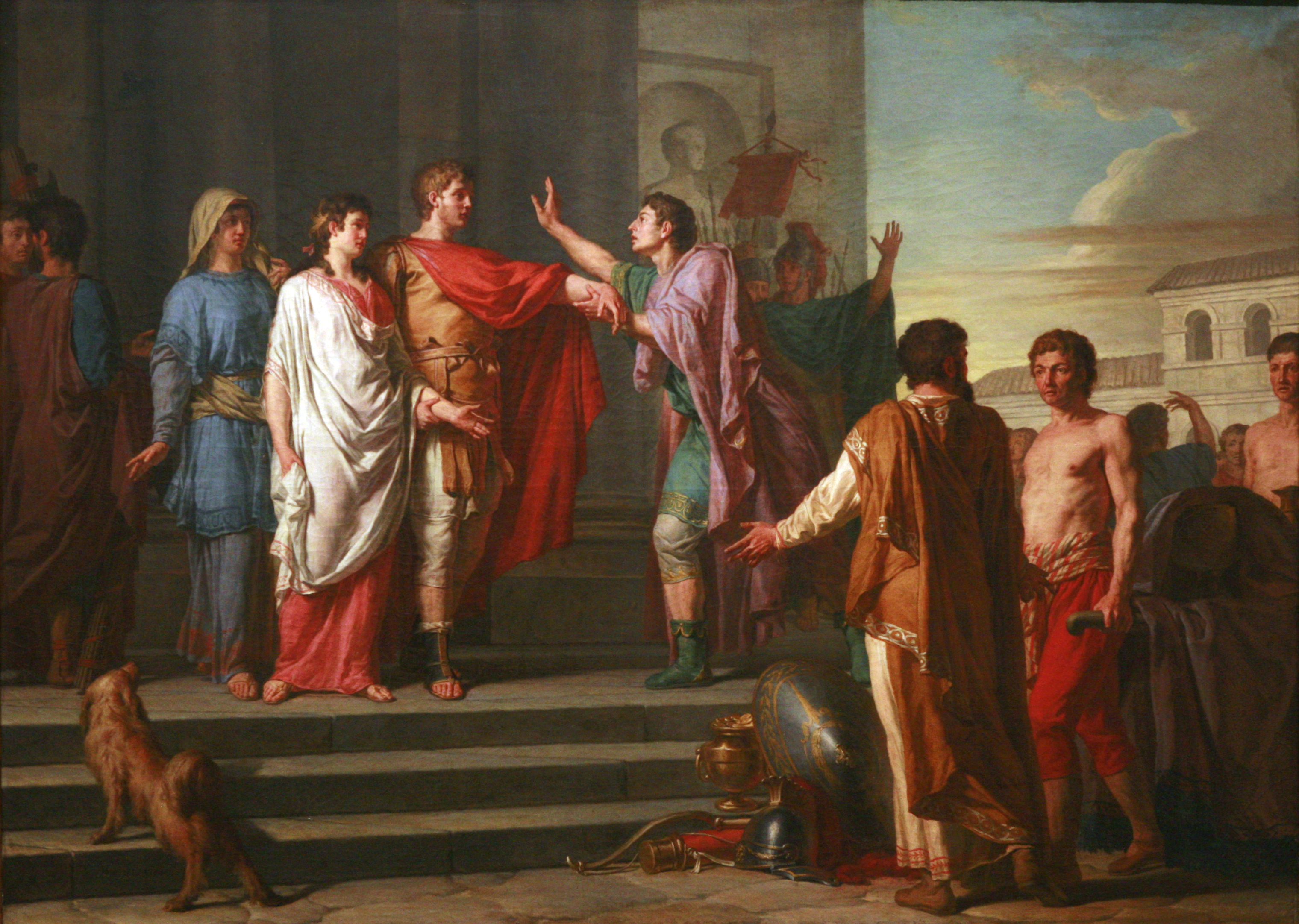
«Щедрість полководця Сципіона Африканського», 1788 рік
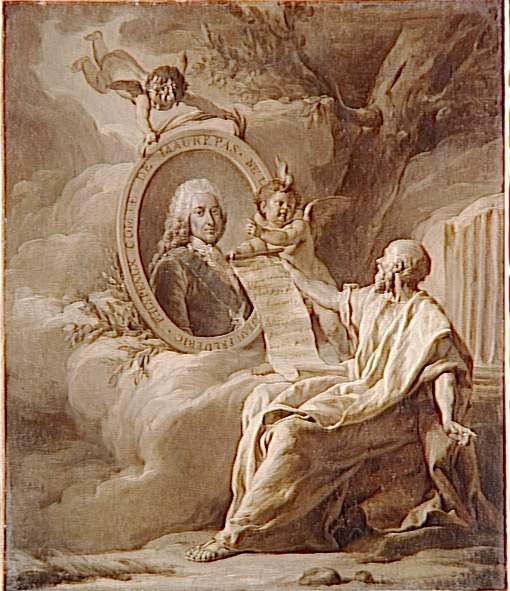
«Алегорія слави графа Морепа»
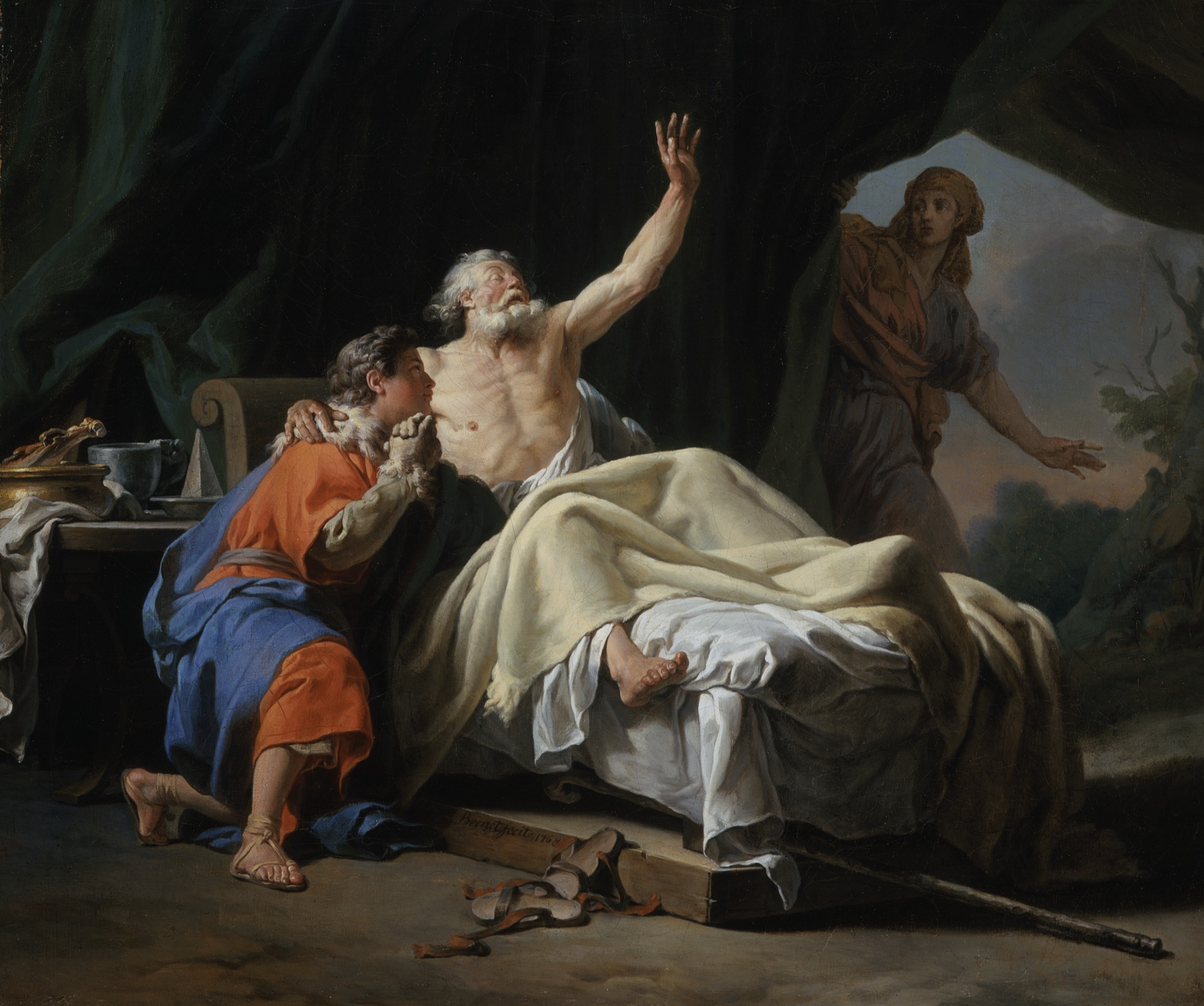
«Ісак благословляє Якова», 1768 рік